# Iotapa
Iotapa (nacida alrededor del 20 a. C.) fue una hija del rey Mitrídates III de Comagene. Gobernó como reina de Comagene tras casarse con su hermano, el rey Antíoco III.

## Biografía
Iotapa fue una princesa del Reino de Comagene que vivió durante la segunda mitad del siglo I a. C. y la primera mitad del siglo I d. C. Era hija del rey Mitrídates III de Comagene y de la reina Iotapa de Comagene. Étnicamente, era de ascendencia armenia, griega y meda.
Iotapa muy probablemente nació, creció y fue educada en Samosata, la capital del Reino de Comagene. Su hermano fue Antíoco III de Comagene, con quien contrajo matrimonio. Cuando su padre murió en el año 12 a. C., su hermano lo sucedió como rey de Comagene. Iotapa y Antíoco III reinaron como los últimos monarcas independientes de Comagene. A través de su matrimonio con su hermano, tuvo dos hijos: un hijo, el príncipe Antíoco IV de Comagene, y una hija, la princesa Iotapa.
Antíoco III falleció en el año 17 d. C.. Su muerte generó inestabilidad en el reino. En el momento de su fallecimiento, Comagene se encontraba en una situación de agitación política, ya que sus hijos eran demasiado jóvenes para suceder a su padre y no existía una autoridad capaz de evitar disturbios civiles y unificar a los ciudadanos de Comagene. Tras la muerte de Antíoco III, surgieron dos facciones: una liderada por nobles que deseaban que Comagene quedara bajo el control del Imperio romano, y otra liderada por ciudadanos que querían conservar el gobierno monárquico.
Ambas facciones enviaron embajadas a Roma en busca del consejo y la ayuda del emperador romano Tiberio para decidir el futuro de Comagene. Al dirigirse al emperador, reconocieron la realidad política del dominio romano y estaban dispuestos a aceptar la decisión que Tiberio tomara. También estaban preparados para vivir bajo el dominio del Imperio romano. El envío de estas embajadas a Roma marcó el fin de la independencia de Comagene.
Tiberio decidió incorporar Comagene a la provincia romana de Siria. La decisión fue bien recibida por muchos ciudadanos de Comagene, aunque algunos, especialmente los partidarios de la familia real, no estaban conformes con el resultado. Se desconoce el paradero de Iotapa tras la anexión de Comagene. Sus hijos fueron criados y vivieron en Roma. En el año 38 d. C., el emperador romano Calígula devolvió el reino a sus hijos.